# 필리부스테로
필리부스테로(스페인어: Filibustero)는 본국의 승인을 받지 않고 외국에 무허가 군사원정을 나간 사람을 말한다. 대개 19세기 중반에 라틴아메리카에서 반란을 준동하고 다닌 백인들을 가리키는 말이다.
필리부스테로의 동기는 금전적 이득, 정치적 이념, 모험의 전율 등 다양했다. 이런 점에서 용병과 성격이 달랐지만 그와 별개로 용병대장이 필리부스테로를 이끄는 경우도 있었다. 미국 의회에서 의사진행방해 행위를 가리키는 필리버스터가 여기서 유래했다.
그 어원은 원래 네덜란드어로 사략해적을 의미하는 vrijbuiter 였는데, 이것이 영어로 넘어가 freebooter가 되었고, 그것이 다시 에스파냐어로 넘어가 filibustero로 변형되었다. 원래 에스파냐에서는 서인도제도의 에스파냐 식민지 및 선박을 노략질하는 적성세력, 즉 영국의 프랜시스 드레이크 같은 자들을 가리켜 필리부스테로라고 했다. 그러다 18세기 초 캐리비안 해적의 황금시대가 끝나면서 필리부스테로라는 표현도 거의 잊혀졌다.
19세기 중반, 에스파냐에서 독립한 멕시코, 중앙아메리카, 캐리비안 일대에서 군사적 준동을 일삼은 백인 모험가들을 가리키는 표현으로써 필리부스테로라는 말이 부활했다. 멕시코 소노라를 텍사스처럼 독립시키겠다고 프랑스인 가스통 드 라우세불봉 백작과 미국인 헨리 알렉산더 크랍 등이 필리부스테로 활동을 했고, 쿠바에서는 나르시소 로페스와 존 앤서니 퀴트먼이 활동했다. 가장 유명한 사례인 윌리엄 워커는 소노라를 시작으로 바하칼리포르니아, 코스타리카, 니카라과, 벨리즈 등지에서 필리부스테로 활동을 했다. 로페스의 1851년 쿠바 원정은 필리부스테로라는 표현이 미국으로 수입되어 "필리버스터"로 알려지는 계기가 되었다.
미국인들이 라틴아메리카로 월경해서 필리부스테로짓을 하는 것은 미국 시민이 미국과 평화 관계에 있는 타국에 전쟁을 걸지 못하도록 하는 1794년 중립법 위반사항이었으나, 미국 대중들은 이런 필리부스테로들의 모험담을 재미있게 즐겼고 심지어 그들의 활동을 위한 기금을 모아주기도 했다. 예컨대 “명백한 운명”이라는 말을 고안한 존 루이스 오설리번은 로페스의 쿠바 원정에 돈을 대 줬다가 기소당했다.
1818년 개정된 중립법 제6조는 필리부스테로 참여자에게 최대 징역 3년과 벌금 3000불을 선고할 수 있게 했다. 하지만 이 시기 미국 정치인들이 미국의 영토를 넓히고자 필리부스테로를 방임하거나 혹은 아예 도와주는 경우는 결코 드물지 않았다. 이러한 모순으로 인해 필리부스테로를 단속해야 할 육군은 필리부스테로 검거에 미온적이었다.
미국은 건국 초기부터 필리부스테로적인 프리랜스 군사행동이 빈번했다. 에런 버, 윌리엄 블라운트, 어거스터스 마기, 조지 매튜스, 조지 로저스 클라크 등이 플로리다와 텍사스, 루이지애나, 미시시피를 미국령으로 편입시킨 것이 일종의 초기 필리부스테로였다고 할 수 있다. 그러나 19세기 중반(1848년-1860년)의 필리부스테로가 특이한 것은 노예제 문제와 밀접한 관련이 있었다는 것이다. 노예주와 자유주의 수효 문제에서 남부 농장주들은 남쪽, 즉 라틴아메리카에 새로운 영토를 확보해 노예주로서 편입시키고자 사병을 모집했고, 대개 북부인들은 이를 반대했다.
역사학자들은 필리부스테로가 일반적인 현상이 아니었고, “가장 급진적인 노예제 찬성파 팽창주의자들”에 의해 수행되었다고 보고 있다. 강경한 노예제 옹호자들은 노예제 보존을 “최우선 과제”로 보았기에 필리부스테로들의 모험원정을 지지했다. 또한 영국의 남미에 대한 영향력을 차단하려는 반영감정 역시 당대의 필리부스테로 지지로 이어졌다. 필리부스테로가 한참 전성기였을 때 노예제 지지자 정치인들은 미국의 영토를 멀리 파라과이와 페루까지 확장하고자 했다.

## 같이 보기
- 민족 전쟁 (핀란드)
- 골든 서클 기사단
- 리틀 그린 맨
- 사라왁 왕국
- 바이킹